# Brachaelurus
Brachaelurus es el único género de elasmobranquios Orectolobiformes de la familia Brachaeluridae . 

## Especies
Incluye un total de 2 especies descritas:
- Brachaelurus waddi (Bloch & Schneider, 1801) (tiburón ciego)[3]
- Brachaelurus colcloughi Ogilby, 1908 (tiburón ciego azulado)[4]